# Podolí (Jankov)
Podolí (Duits: Podol of Podol bei Jankau) is een Tsjechische plaats in de gemeente Jankov, regio Midden-Bohemen, en maakt deel uit van het district Benešov. Het dorp grenst aan Čečkov en ligt op ongeveer 4 kilometer afstand van Jankov, en op ongeveer 10 kilometer afstand van Votice.
Podolí telt 8 inwoners (2021).

## Geografie
Podolí bestaat uit twee delen:
- Podolí;
- Mouřeníny.

## Geschiedenis
De eerste schriftelijke vermelding van het dorp dateert van 1390.
In 1960 werd Podolí, samen met Jankov, ingedeeld bij het district Benešov.

## Verkeer en vervoer

### Autowegen
Er leidt een regionale weg naar het dorp.

### Spoorlijnen
Er is geen station in Podolí. Het dichtstbijzijnde station is in Votice, op zo'n elf kilometer afstand.

### Buslijnen
Er is geen bushalte in of bij het dorp. De twee dichtstbijzijnde haltes zijn:
| Halte               | Lijn | Traject           | Vervoerder          |
| ------------------- | ---- | ----------------- | ------------------- |
| Jankov, Odlochovice | 553  | Jankov - Benešov  | CŠAD Benešov        |
| Šebířov, Vyšetice   | 456  | Pojbuky - Miličín | BusLine jižní Čechy |

## Galerij

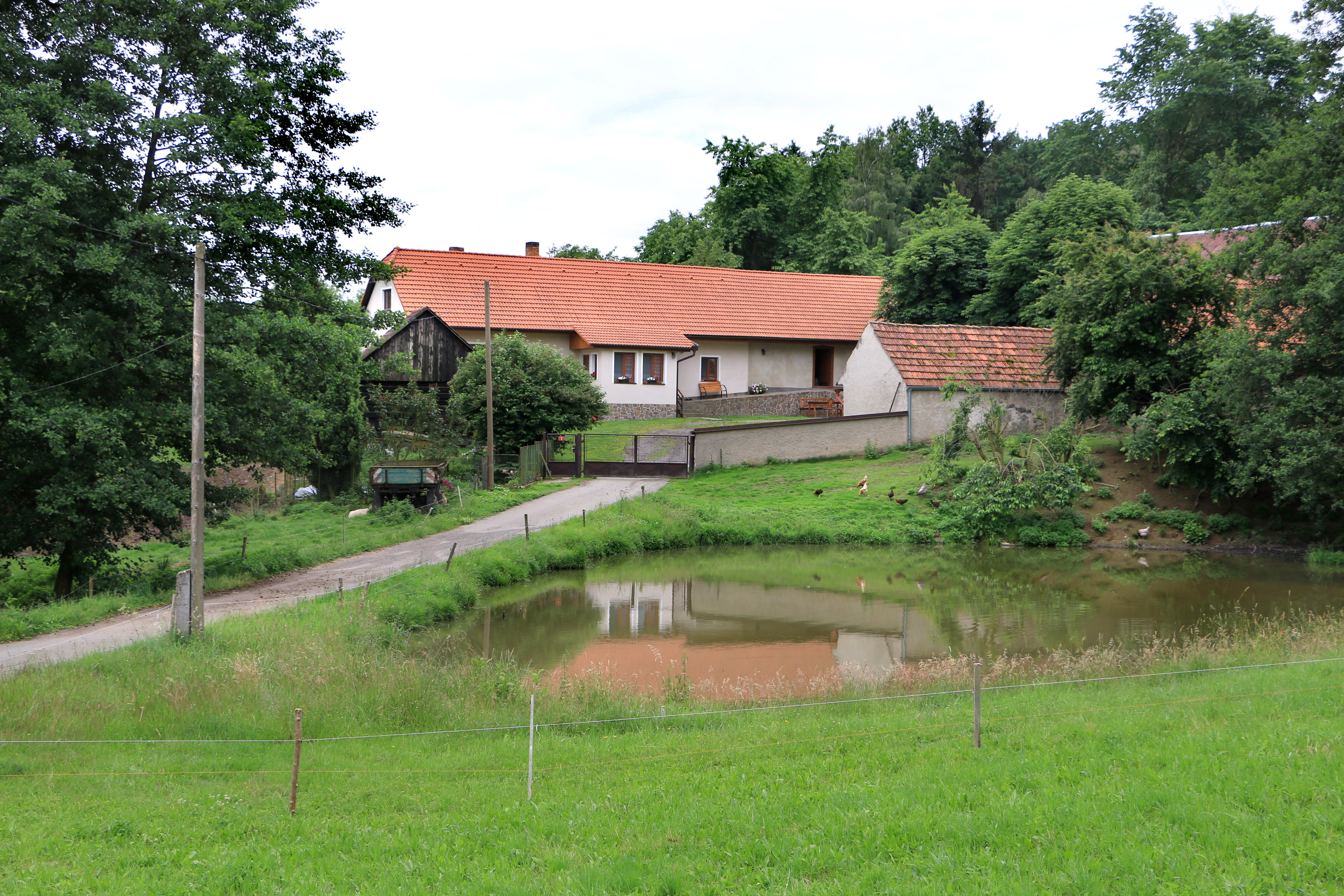
Huis in het dorp (2016)
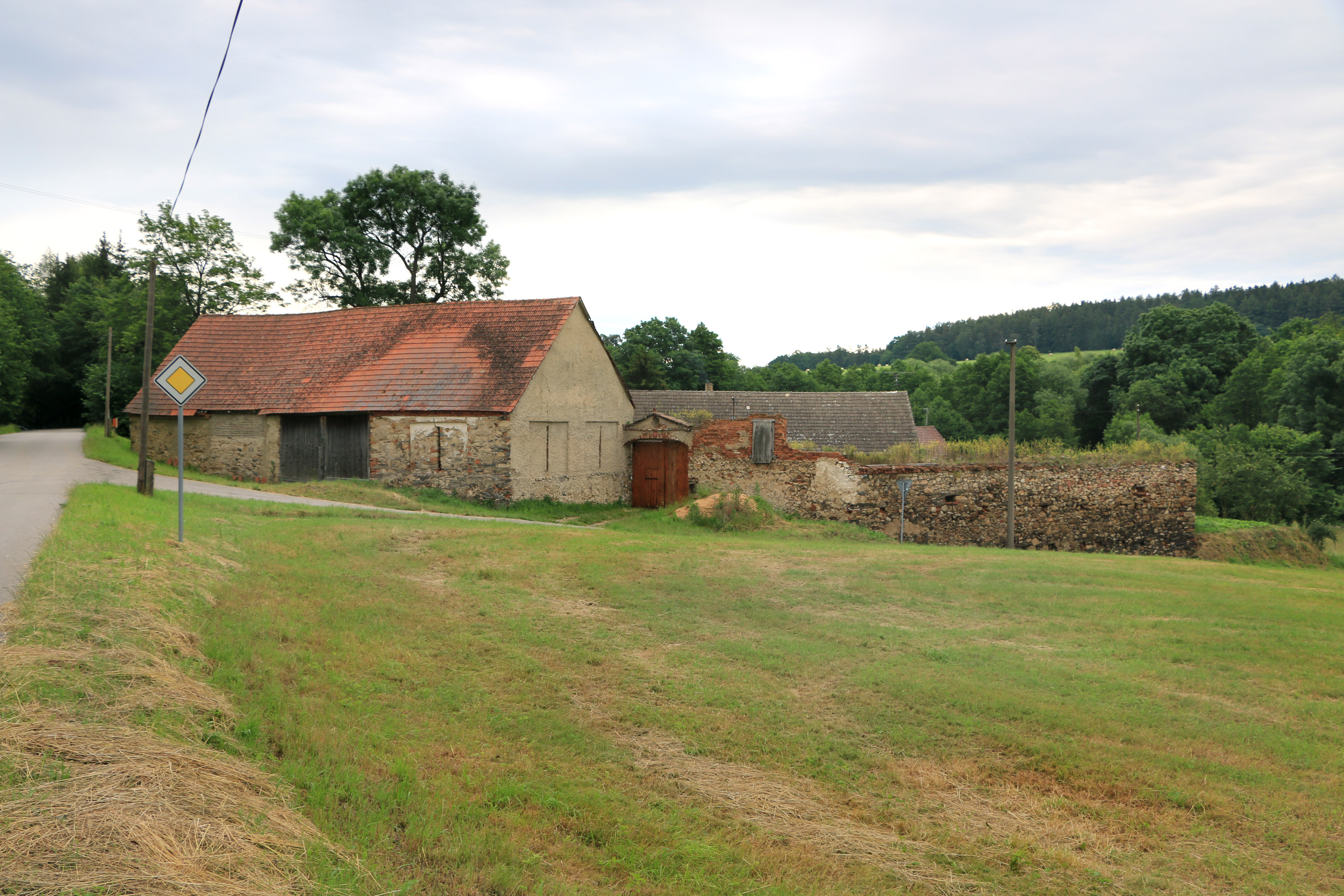
Boerderij in het dorp (2016)
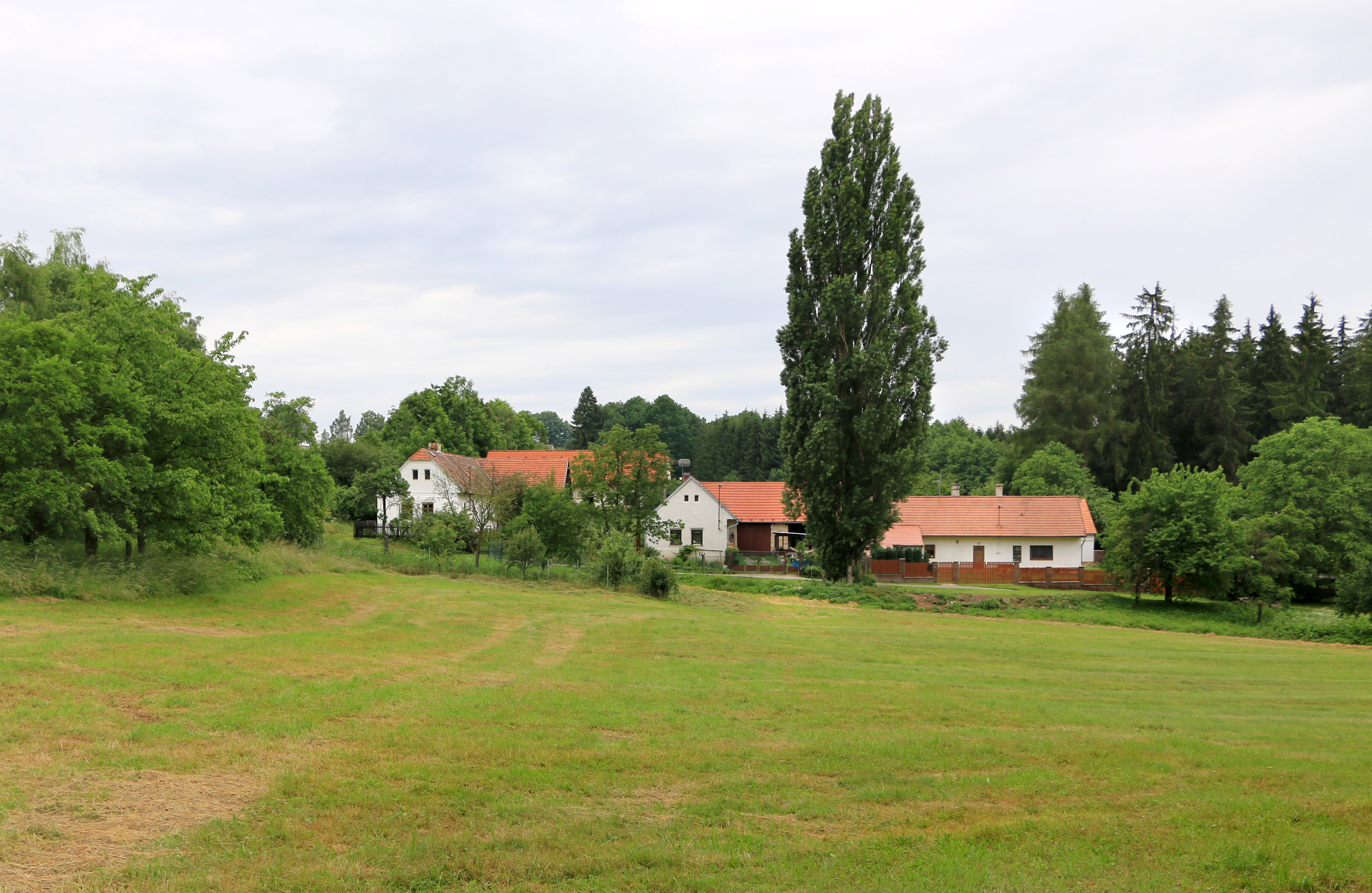
Huizen in Mouřeníny (2016)